# Cicinho
Cicinho vagy teljes nevén Cícero João de Cézare (Pradópolis, São Paulo, 1980. június 24. –) brazil  válogatott labdarúgó.

## Klubjai
- Botafogo (2002-ig)
- Atlético Mineiro (2001–2003)
- São Paulo FC (2004–2005)
- Real Madrid (2005–2007)
- AS Roma
- São Paulo FC
- Villarreal

## Eredményei
- Konföderációs kupa-győztes (2005)
- Libertadores kupa-győztes (2005)
- Klubvilágbajnokság-győztes (2005)
- Liga Paulista-bajnok (2005)